# Obława Vel d’Hiv
Obława Vel d’Hiv (fr. la Rafle du Vel’ d’Hiv) – największe masowe aresztowanie francuskich Żydów podczas II wojny światowej, mające miejsce 16 i 17 lipca 1942 roku. Proniemiecki rząd Vichy siłami ok. 9000 policjantów zatrzymał ponad 13 000 osób pochodzenia żydowskiego w Paryżu i okolicach. Nazwa wydarzenia pochodzi od krytego toru kolarskiego, tzw. Vélodrome d’Hiver (franc. Welodrom zimowy), istniejącego w pobliżu wieży Eiffla w Paryżu w latach 1909–1959, gdzie policja francuska przetrzymywała ofiary obławy. Wydarzenie było częścią operacji Frühlingswind (Wiosenny wiatr), prowadzonej w Europie przez okupacyjne władze III Rzeszy.

## Przygotowania
Obława stanowiła część ogólnoeuropejskiego planu hitlerowskiego zakładającego uwięzienie i wymordowanie Żydów i była przeprowadzana wspólnie przez Niemców i francuskich kolaborantów. 21 września 1940 niemiecki dekret nakazał całej ludności żydowskiej strefy okupowanej zgłosić się do najbliższej prefektury policji. W Paryżu i okolicach obowiązku tego dopełniło około 15 tys. Żydów. Wszystkie zdobyte w ten sposób nazwiska i adresy przechowywane były w tzw. teczce Tularda, od nazwiska André Tularda, odpowiedzialnego za „kwestię żydowską” we Francji. Całość dokumentacji (zawierającej oprócz adresu także dane o pochodzeniu i wykonywanym zawodzie) zostały przekazane Gestapo.
Pierwsze obławy wymierzone w ludność żydowską przygotowane w oparciu o zgromadzone materiały zostały zorganizowane 10 maja 1941 (aresztowano 4 tys. Żydów) oraz w czerwcu 1942 roku. Schwytanych Żydów wysłano do obozów w Pithiviers i Beaune-La-Rolande. Obława Vel’ d’Hiv’ była jednak o wiele szerzej zakrojoną akcją, poprzedzoną  konsultacjami pomiędzy policją francuską i Gestapo. 4 lipca 1942 szef policji francuskiej René Bousquet i zajmujący się sprawą Żydów Louis Darquier de Pellepoix rozmawiali z przedstawicielem Gestapo Theodorem Danneckerem w jego siedzibie. Obecni przy rozmowie byli również Tulard, Jean Leguay, stojący na czele policji paryskiej Émile Hennequin oraz inni funkcjonariusze policyjni. Dalsze spotkania (Danneckera z Adolfem Eichmannem) oraz posiedzenie komisji zajmującej się kwestią żydowską ustaliły dokładny przebieg i termin obławy. Dannecker zapewniał, że francuska policja będzie wykonywała rozkazy niemieckie.
Pierwszym celem obławy byli żydowscy imigranci, przybyli do Francji z Niemiec, Polski, Czechosłowacji, Austrii i ZSRR oraz osoby nieokreślonego pochodzenia. Przewidziano aresztowania wszystkich mężczyzn i kobiet od 16 do 50 lat, z wyjątkiem kobiet karmiących lub w zaawansowanej ciąży. Selekcja osób przeznaczonych do wywiezienia miała się odbywać w specjalnie wyznaczonych centrach, „dla zaoszczędzenia na czasie”. Podobnie miały zostać potraktowane dzieci, z których młodsze zamierzano wysłać do domów dziecka. Hitlerowcy założyli, że francuska policja zatrzyma około 22 tys. Żydów na terenie Paryża, a następnie wywiezie ich do obozów w Drancy, Compiègne, Pithiviers i Beaune-la-Rolande.
Policja francuska niecałkowicie zaakceptowała przygotowany plan; Bousquet nie zgłaszał wprawdzie zastrzeżeń co do samej kwestii dokonania aresztowań Żydów, jednak uznał, że udział francuskich sił policyjnych w akcji może wywołać rozruchy społeczne. Zasugerował, by obława została przeprowadzona jedynie na Żydów pochodzenia zagranicznego, na co uzyskał zgodę. W latach 80. XX wieku byli oficerowie SS zeznawali, że władze Vichy były entuzjastycznie nastawione do pomysłu deportacji Żydów, zaś sam Bousquet wprawdzie oponował przeciw bezpośredniemu udziałowi policji, jednak już w toku akcji pozwalał m.in. na wywózkę dzieci młodszych niż przewidziana dolna granica wiekowa.

## Przebieg obławy
Émile Hennequin polecił podległym mu policjantom, by przeprowadzali aresztowania możliwie szybko, bez bezcelowego wdawania się w rozmowy. W zatrzymaniach wzięło również udział około 3400 ochotników z faszystowskich organizacji Jacques’a Doriota. Ostatecznie 16 lipca aresztowano 13 152 osoby, w tym 5 082 kobiety oraz 4 051 dzieci. Nie ustalono, ilu osobom udało się uciec. Zatrzymani Żydzi mogli zabrać ze sobą tylko dwie koszule, parę butów, koc i jedno ciepłe ubranie. Wielokrotnie rozdzielano rodziny. Aresztowanych przetrzymywano częściowo w niedokończonych blokach mieszkalnych w Drancy, częściowo na samym Vélodrome d’hiver. Ostatecznie to tam trafili wszyscy aresztowani. Stłoczeni na welodromie Żydzi mieli do dyspozycji 5 toalet, 1 kran z wodą, zaś żywność otrzymywali jedynie od Czerwonego Krzyża oraz kilku lekarzy ze specjalnym zezwoleniem. Próby ucieczki karano śmiercią. Po pięciu dniach zatrzymani trafili do obozów przejściowych (Drancy, Pithiviers, Beaune-la-Rolande), skąd wywieziono ich do Auschwitz-Birkenau.
Z „łapanki Vel' d’Hiv” z 16 lipca 1942 Holocaust przeżyło 25 dorosłych osób. Żadne z 4 051 dzieci nie przeżyło. Paryżanie ocalili 10 000 Żydów.

## Reakcja
Obława została natychmiast potępiona przez Kościół katolicki, zaś przerażona i zbulwersowana opinia publiczna zmusiła rząd Vichy do publicznej deklaracji 2 września 1942 roku, w której Pierre Laval domagał się zaprzestania wywózek. Laval, postawiony przed sądem, twierdził później, że życie Żydów niefrancuskich było okrutną ceną za pozostawienie w spokoju tych, którzy urodzili się i wychowali we Francji. W rzeczywistości ani sam Laval, ani inni członkowie rządu Vichy nie przejmowali się zbytnio losem Żydów, a pytani o ich los po wywiezieniu z kraju zapewniali nawet, iż trafili oni do prac w kolonii rolniczej na wschodzie Europy.

## Po wojnie

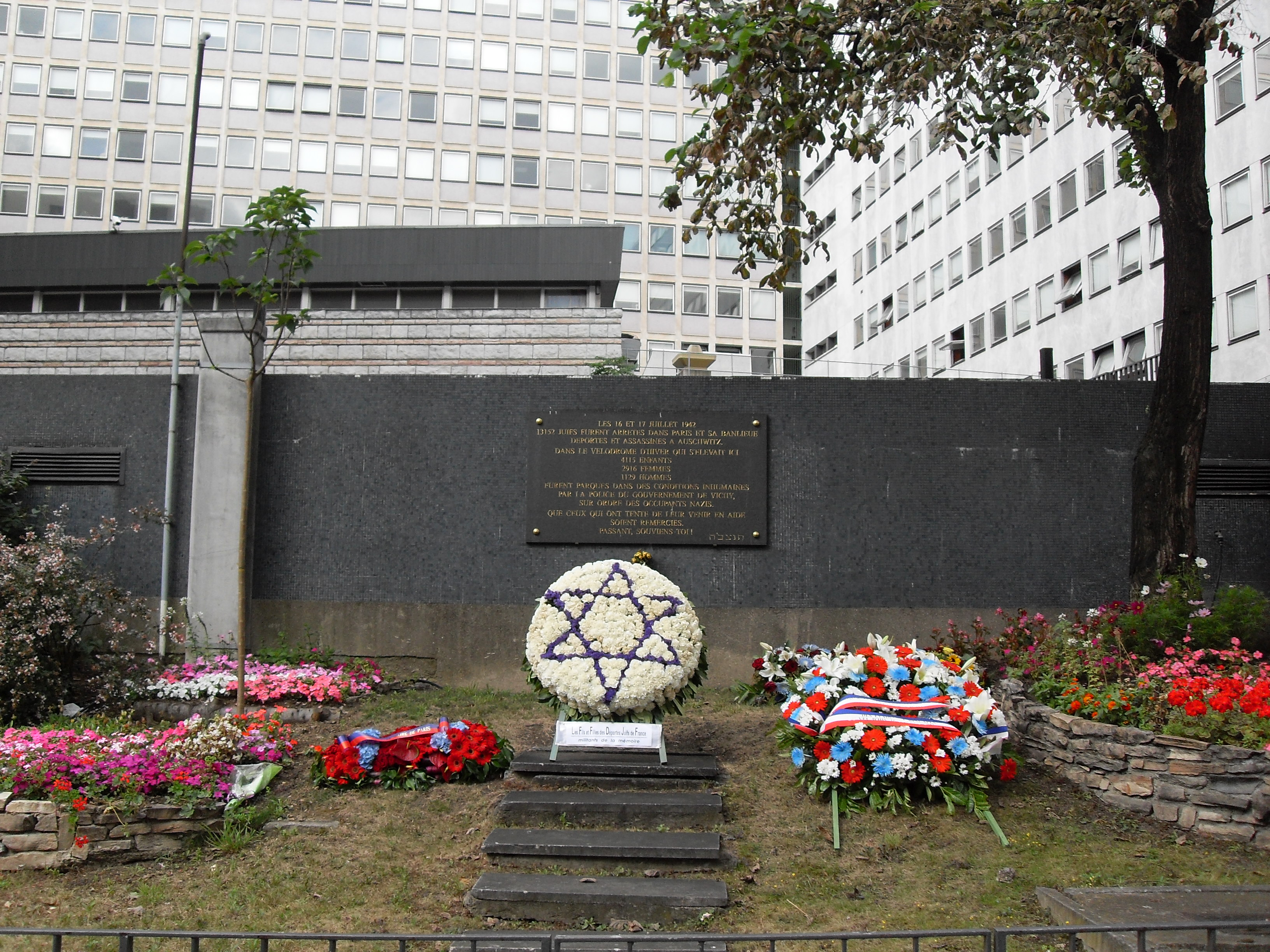
Pomnik ofiar Obławy Vel’ d’Hiv obok stacji metra Bir-Hakeim w Paryżu

Po wyzwoleniu Paryża część ocalałych Żydów podjęła prawne działania przeciwko uczestnikom obławy. W 1947 roku przed sądem stanęło dziesięciu żandarmów, którym udowodniono szczególną brutalność w czasie obławy. Trzech z nich uciekło jednak za granicę i uniknęło kary, zaś pozostałych siedmiu konsekwentnie twierdziło, że ich zachowanie było jedynie wykonywaniem rozkazów. 22 marca 1947 sąd uznał ich za winnych, jednak tylko dwie osoby otrzymały wyrok dwóch lat więzienia. W pozostałych przypadkach uznano udział podsądnych w ruchu oporu za okoliczność całkowicie rehabilitującą.
Przez wiele lat rządy francuskie odmawiały przeprosin za rolę policji francuskiej w wywózkach Żydów, argumentując, iż republika francuska nie jest w żaden sposób kontynuatorką państwa Vichy i nie może odpowiadać za jego zbrodnie. Dopiero 16 lipca 1995 roku prezydent Jacques Chirac oficjalnie przeprosił za działalność francuskiej policji w czasie okupacji.

## Obława Vel d’Hiv w kulturze
- Les Guichets de Louvres („Arkady Luwru”) z 1975 r. – film fabularny o obławie, reżyseria Michel Mitrani;
- W filmie Pan Klein z 1976 r. główny bohater, grany przez Alaina Delona, zostaje aresztowany podczas Obławy Vel d’Hiv;
- W 2010 r. Roselyne Bosch nakręciła film Obława (fr. La Rafle). Jedną z głównych ról zagrał Jean Reno;
- W filmie Klucz Sary z 2010 r. mieszkająca w Paryżu amerykańska dziennikarka Julia Jarmond - w tej roli Kristin Scott Thomas - przygotowując artykuł w rocznicę Obławy Vel d’Hiv, natrafia na historię małej żydowskiej dziewczynki Sary Starzynski. Obraz w reżyserii Gilles Paquet-Brenner powstał na kanwie powieści francuskiej autorki Tatiany de Rosnay Elle s'appelait Sarah (tyt. oryg. Sarah's Key, 2006);
- W książce Kristin Hannah Słowik główna bohaterka Isabell jest świadkiem obławy i opisuje jej przebieg;
- W powieści Edwarda Rutherfurda Paryż, znajduje się fragment na temat obławy.
- Jedną z bohaterek powieści „Suknia - opowieść o królewskim ślubie” Jennifer Robson, Wydawnictwo Literackie, 2021, jest Żydówką ocalałą z okupacji Paryża. Podczas Obławy Vel d'Hiv straciła rodzinę - jako artystka pracuje nad obrazem mającym upamiętnić te wydarzenia z historii Francji.